# Tressor Moreno
Pour les articles homonymes, voir Moreno.
Tressor Moreno, né le 11 janvier 1979 à Riosucio (Colombie), est un footballeur international colombien, qui évolue au poste d'attaquant au Santiago Wanderers. Au cours de sa carrière il joue à l'Alianza Lima, à l'Atlético Nacional, au FC Metz, à l'América Cali, à l'Independiente Medellín, au Deportivo Cali, à l'Once Caldas, à Necaxa, à Veracruz, au Club San Luis, à Bahia et au San Jose Earthquakes ainsi qu'en équipe de Colombie.
Tressor Moreno marque sept buts lors de ses trente-deux sélections avec l'équipe de Colombie entre 2000 et 2008. Il participe à la Copa América en 2004 et à la Gold Cup en 2005 avec la Colombie.

## Biographie
Arrivé en tête de la phase de qualification du Championnat d'Apertura 2008 avec San Luis, le club est éliminé en quart de finale des playoff contre le Club Santos Laguna (1-3 et 1-2).

## Carrière
- 1999 : Alianza Lima
- 2000 : Atlético Nacional
- 2000-2004 : FC Metz
- 2002 : → América Cali
- 2002-2003 : → Independiente Medellín
- 2004 : Deportivo Cali
- 2005 : Once Caldas
- 2005-2006 : Necaxa
- 2006 : Veracruz
- 2007-2010 : Club San Luis
- 2010 : → Independiente Medellín
- 2011 : Bahia
- 2011 : Santiago Wanderers
- 2012 : San Jose Earthquakes
- 2012- : Santiago Wanderers  [1]

## Palmarès

### En équipe nationale
- 32 sélections et 7 buts avec l'équipe de Colombie entre 2000 et 2008.
- Demi-finaliste de la Gold Cup 2005.
- Troisième de la Copa América 2004.
- Vainqueur du Tournoi de Toulon en 2000

### Avec l'Atlético Junior
- Vainqueur de la Copa Merconorte en 2000.

### Avec l'America Cali
- Vainqueur du Championnat de Colombie de football en 2002 (Tournoi d'ouverture).

### Avec l'Independiente Medellín
- Vainqueur du Championnat de Colombie de football en 2002 (Tournoi de clôture).